# Попов, Аркадий Иванович (Герой Социалистического Труда)
Арка́дий Ива́нович Попо́в (5 декабря 1926, дер. Мартемьяновская (Луги), Каргопольский уезд, Вологодская губерния, РСФСР — 2 марта 2018, Архангельск, Россия) — работник лесопильной промышленности, рамщик лесопильного потока ЛДК № 1 города Архангельска, Герой Социалистического Труда (1971).

## Биография
Аркадий Попов родился 5 декабря 1926 года в деревне Мартемьяновская (Луги) Каргопольского уезда Вологодской губернии (ныне Плесецкий район Архангельской области). Рано осиротел, в один год потеряв мать, а в семилетнем возрасте — отца. Сестёр и братьев у Аркадия Ивановича не было. После окончания четырёхлетней начальной школы поступил работать в колхоз. С юных лет ему пришлось самому зарабатывать себе на хлеб — он работал пастухом, пахал землю, сеял. В 1939 году окончил восемь классов Маймаксанской вечерней школы № 9. С 1939 по 1944 год работал в колхозе имени В. И. Ленина.
В 1944 году был призван в Красную Армию, участвовал в боях Великой Отечественной войны. Служил матросом 20-го отдельного инженерно-аэродромного батальона морской авиации в составе Беломорской военной флотилии, готовил взлетные полосы для самолётов. Лично получил благодарность за помощь от английских летчиков, которые в сентябре 1944 года нанесли успешный удар по фашистскому линкору «Тирпиц».
После демобилизации приехал в Архангельск. В 1948 году пришёл работать на лесозавод № 25 (впоследствии Лесопильно-деревообрабатывающий комбинат № 1) и навсегда связал с ним свою судьбу. Аркадий Попов отработал на ЛДК № 1 35 лет, 30 из них — рамщиком лесопильного потока. Зарекомендовал себя как умелый и ответственный работник, виртуоз своего дела. За период работы на комбинате лично подготовил по профессии рамщика более 200 человек.
4 мая 1971 года, Указом Президиума Верховного Совета СССР Попову Аркадию Ивановичу присвоено звание Героя Социалистического Труда с вручением ордена Ленина и золотой медали «Серп и Молот». Высокое звание было присвоено за неоднократное перевыполнение плана по распилу древесины. Аркадий Иванович один из трёх работников деревообрабатывающей промышленности Архангельской области, удостоенных этого звания (двое других: Михаил Васильевич Олехов, рамщик архангельского лесозавода имени В. И. Ленина и Борис Иванович Завьялов, рамщик Соломбальского лесопильно-деревообрабатывающего комбината (ЛДК)).
19 ноября 1974 года, в канун VI Ломоносовских чтений, Архангельский горисполком принял решение о присвоении Аркадию Ивановичу Попову звания «Почётный гражданин Архангельска».
С 1985 года Аркадий Иванович на пенсии. Проживал в Архангельске.

## Награды
- Герой Социалистического Труда (1971)
- два ордена Ленина (1967, 1971)
- орден Отечественной войны 2-й степени (1985)
- медали, в том числе «Ветеран труда» (1986)
- Почётный гражданин Архангельска (1974)[3]